# 白漪波眼蝶
白漪波眼蝶（學名：Ypthima yamanakai），又名山中瞿眼蝶、山中波紋蛇目蝶、大波紋蛇目蝶、幽矍眼蝶、聯環鄰眼蝶、白紋波眼蝶。

## 描述
中型眼蝶，體背黃褐色，腹側淺褐色。前翅前緣與外緣呈弧形，後翅卵形。翅背面底色黃褐，亞外緣具不明顯暗弧線。前翅中室外側有一眼紋，後翅M3與CuA1室常各有一眼紋。翅腹面黃褐色，佈滿白色細紋，後翅外側另有白紋。前翅腹面有一眼紋，對應背面位置；後翅有五枚眼紋，分兩列：前兩枚位於Rs與M1室，後三枚（M3、CuA1、CuA2室）排列成一直線，CuA2室眼紋稍偏外側。緣毛淺褐色。

## 分佈
分佈於中國大陸南部及台灣。臺灣見於本島中、高海拔地區。

## 棲地
主要活動於林緣，可能為多世代性蝶種，成蝶飛行緩慢且會訪花。